# トポポリス

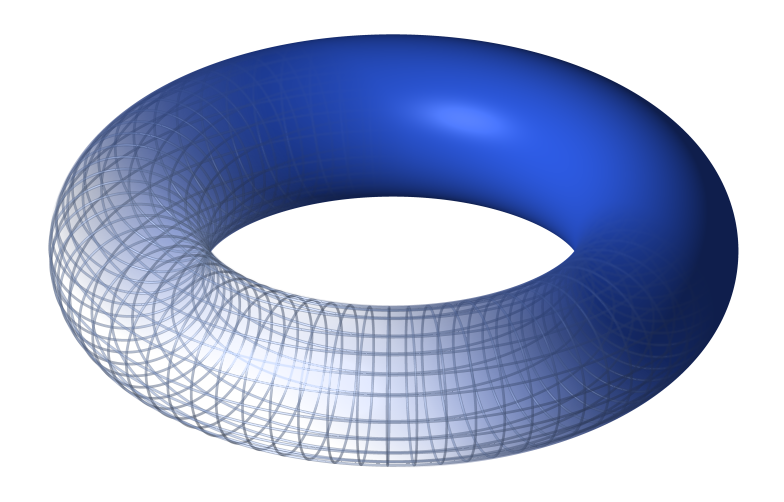
トーラス

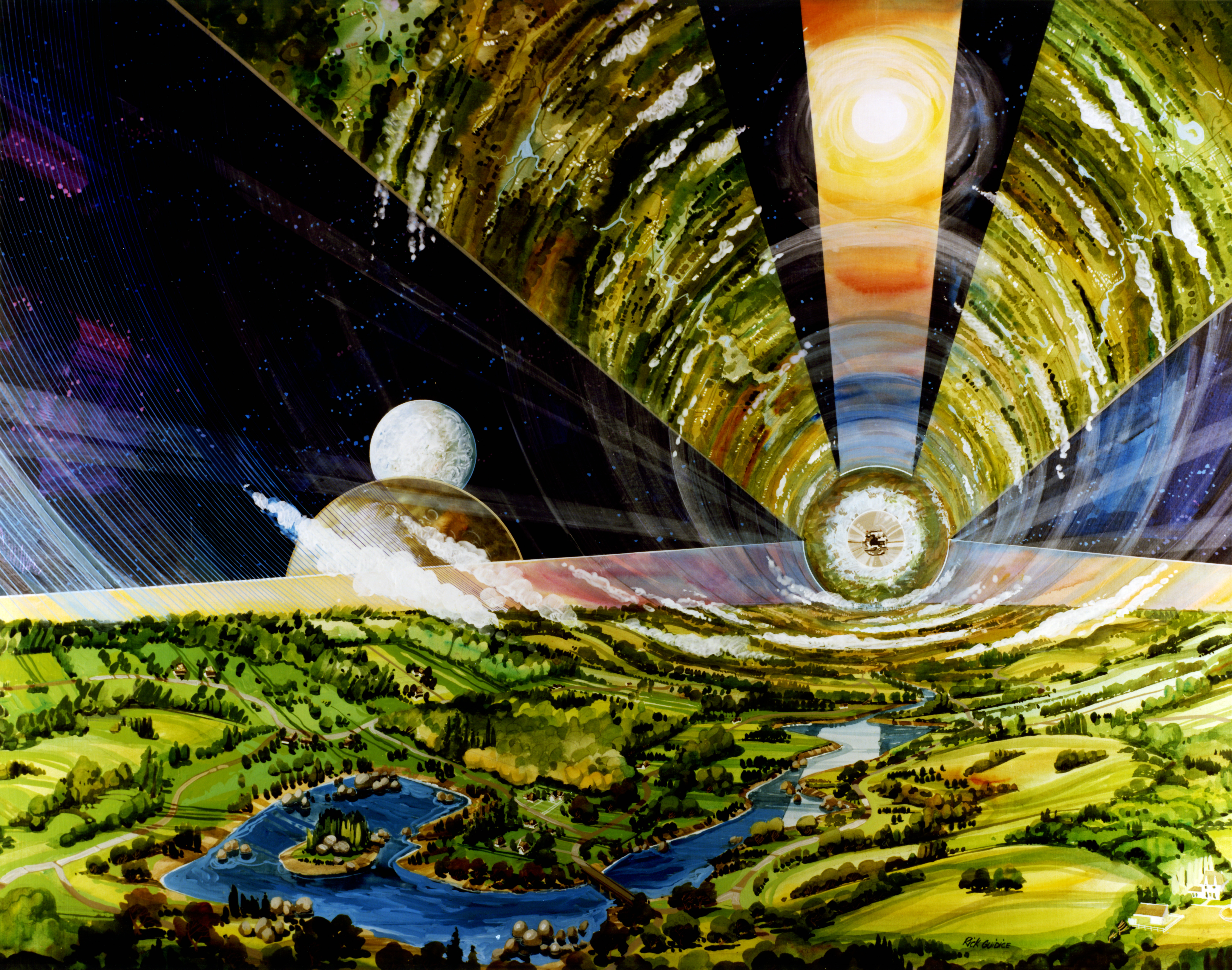
トポポリスに似たオニールシリンダーの内部

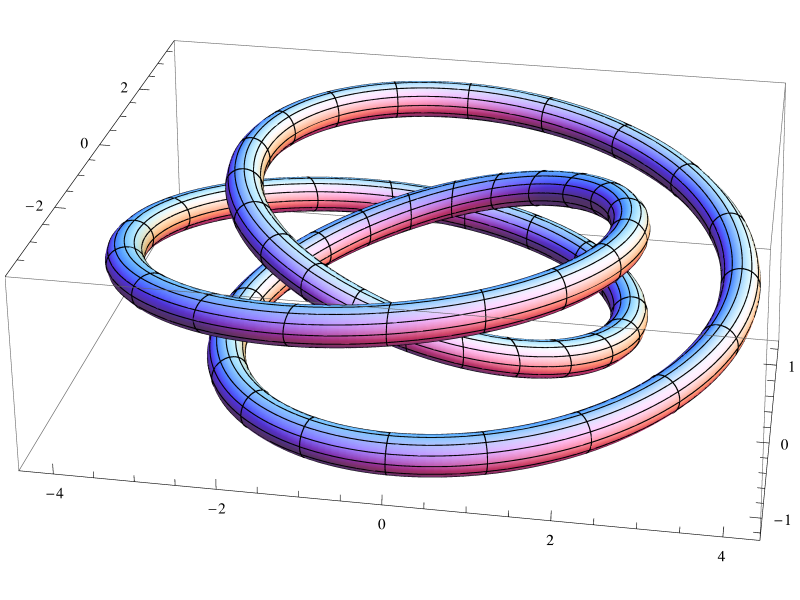
三葉結び目状のトーラス

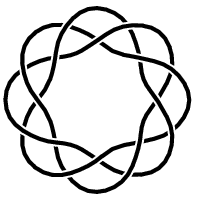
（3,8）型トーラス結び目の例

トポポリス(英:Topopolis)とはトーラス型のスペースコロニーの一種。

## 概要
トポポリスの全体はトーラスのような形状をしており、円筒状のチューブ内部の居住空間は、回転による遠心力で人工重力を生成する。この概念はパット・ガンケルによって考案され、 ラリー・ニーヴンのエッセイ『巨大な世界』（1974）で紹介された 。トポポリスは宇宙スパゲッティや大宇宙マカロニ、位相都市とも呼ばれている。 

### 構造
トポポリスは恒星を取り囲むように端が延長されたオニール・シリンダーと見ることもできる。あるいはリングワールドの端から端を繋げたものと見ることもできる。 
通常のトポポリスは長さが数億マイル/キロメートル、直径が少なくとも数マイル/キロメートルある。 
直径が十分に大きいトポポリスは、理論的には複数の同心円筒を持つことができる。つまりマトリョーシカや玉ねぎのように重なった構造が可能となる。 
トポポリスは恒星の周囲をトーラス結び目と呼ばれる幾何学的図形で複数回ループすることができる。ニーヴンはこのような形状を『ふんわり多層式位相都市(エーガグロパイローズ・トポポリス、英：aegagropilous topopolis」と書いた。aegagropilousとはマリモ(毬藻、aegagropila linnaei)のこと。邦訳版では、毛糸玉のように恒星をぐるぐると幾重にも周回する挿画が中島靖侃によって描かれている。

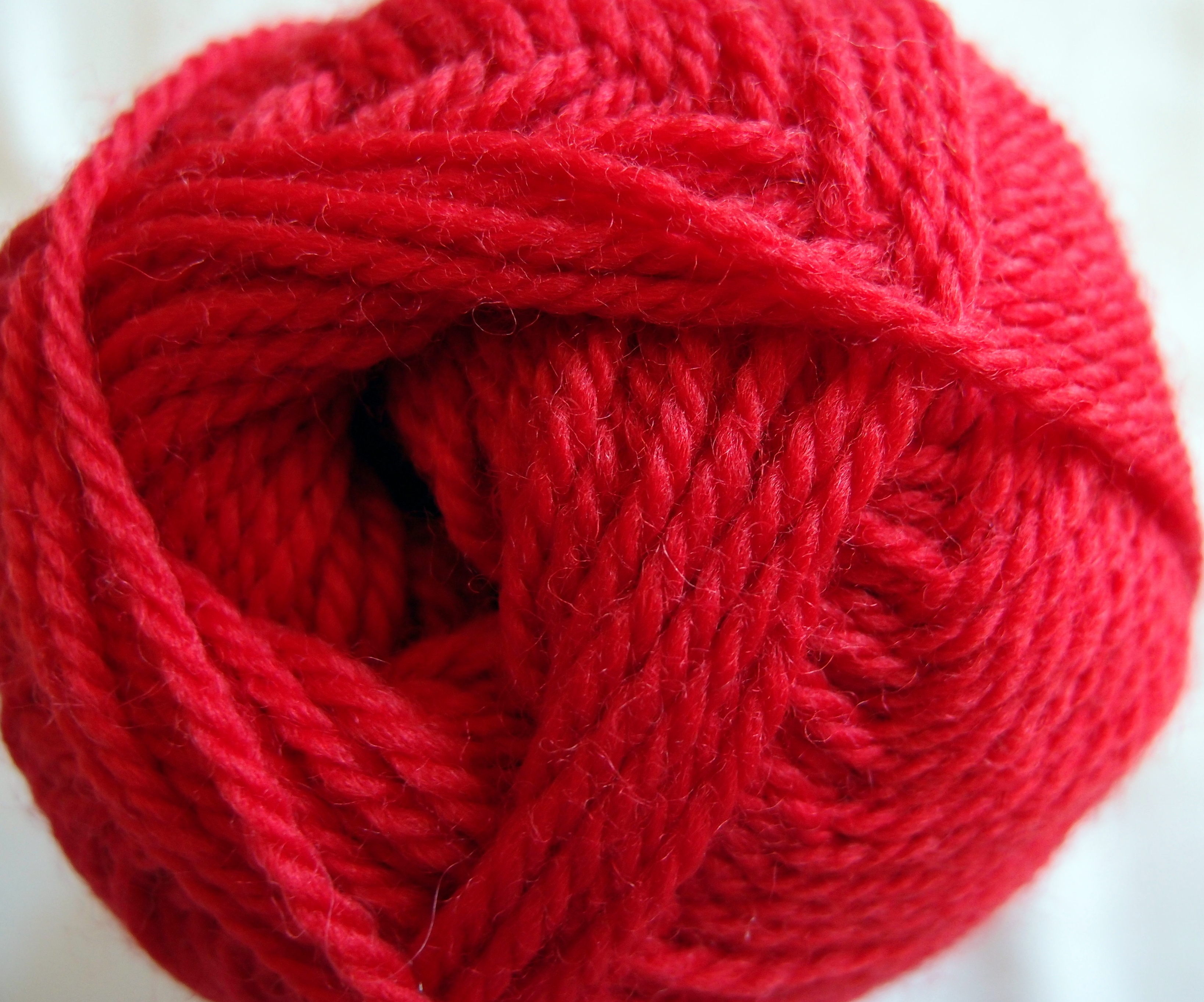
毛糸玉

### 内部
トポポリスの内部はオニール・シリンダー内部と非常に似ている。トポポリスは全体では曲がっているが、非常に長いため内部から観察する限りでは完全に直線に見える。
トポポリスの内部で考えられる地理として、始点と終点がない無限に続く螺旋状の川がある。水路は円筒の内面に沿って曲がりくねり、螺旋状にループし、数億kmを経て最終的には元の場所に戻る。回転する円筒自身の遠心力により水が流れ続けるのである。このような巨大な水路を下って航海しようとすると、出発点に戻ってくるのに数千年かかるかもしれない。

#### 大気
居住可能にするためには惑星の規模以上に大量の大気を用意する必要がある。また壁の一部が破損するなどして穴が空いた場合、大気がそこから漏れ出すことで周囲に甚大な被害が発生する可能性がある。

#### 昼夜のサイクル
オニール・シリンダーでは円筒の端を太陽に向け鏡を用いて間接的にコロニー内部を照らすが、トーラスであるトポポリスには不可能なため、人工の照明や、採光用の大型透明パネル、反射鏡など異なるシステムを構築する必要がある。
。

### 軌道の制御
リングワールドやオルダーソン円盤など他の架空の巨大人工建造物と同様に、トポポリスは軌道が不安定になる可能性があるため、軌道を制御する手段が必要となる。
太陽帆を設置する、イオン推進、トポポリス自身が伸縮する事で軌道を制御するなどの案が考えられている

## フィクションにおけるトポポリス
- イアン・バンクスの小説「Matter」で詳しく記述されている。作中に登場するトポポリスは星系の恒星をさまざまな組み合わせで何度もループさせ、何兆もの知性ある居住者を収容していた。星系からの浮遊ガスがトポポリスの膨大な質量の重力に引かれ、組み合わせ構造の内の大きな間隔内に溜まり、著者によって「ヘイズ」と呼ばれるわずかな大気を構造の間に作り出した。
- ウィリアム・バートンとマイケル・カポピアンコによる「White Light」では異星種族に作られたトポポリスが登場する。このトポポリスは急速に拡大しており、必要な資材を集めるため周囲の星系を解体していた。そのため地球および太陽系も資源として解体される危機に瀕していた。人類は他の異星種族と同様に、トポポリスの内部に移住することを迫られる[7]。
- 共同SF創作サイトのOrion's Armにはいくつかのトポポリスがある。「イシュタルのネックレス」は円筒が回転しないタイプのトポポリスで、トーラス面を非常に細かく周回しているトーラス結び目の形状をしている[8]。3つのトポポリスを持つ「Cableville」という星系ではそれぞれトポポリスのサイズが異なり内側からスパゲッティ、ウロボロス、ワームと続く。内側のスパゲッティは非常に細かく、外側のウロボロスとワームのトポポリスは緩いトーラス結び目のような配置となっている[9]。

## 参照資料
1. ↑  https://rpg.rem.uz/_Collections/Super%20Hero%20Games/Hero%20Games/6th%20Edition/DOJHERO%201300%20-%20Hero%20System%206th%20-%20Star%20Hero.pdf
2. ↑  Niven, Larry (1974). “Bigger Than Worlds”. A Hole in Space. New York: Ballantine Books. pp. 111-126. ASIN B002B1MS6U
3. 1 2   SFマガジン　1977年4月号. 早川書房. (1977-12-12). pp. 39-50
4. ↑  “Space Megastructure Topopolis”. imgur. 2020年1月10日閲覧。
5. 1 2  “Topopolis tether”. CosmoQuest. 2020年1月10日閲覧。
6. ↑  “BDO of the Day: Topopolis”.   mcdemarco. 2020年1月15日閲覧。
7. ↑  “[https://www.billionlightyearbookshelf.com/reviews/whitelight.shtml White Light by William Barton and Michael Capobianco
Published by Avon Eos]”. The Billion Light-Year Bookshelf. 2020年1月10日閲覧。
8. ↑  “Ishtar's Necklace”. Orion's Arm. 2020年1月10日閲覧。
9. ↑  “Cableville”. Orion's Arm. 2020年1月10日閲覧。